# Discothyrea icta
Discothyrea icta är en myrart som beskrevs av Weber 1939. Discothyrea icta ingår i släktet Discothyrea och familjen myror. Inga underarter finns listade i Catalogue of Life.